# Archaeoprepona amphimachus
Archaeoprepona amphimachus là một loài bướm ngày thuộc họ Nymphalidae. Nó được tìm thấy ở México to Bolivia. Nó được tìm thấy ở rừng mưa và rừng cây rụng lá ẩm ở độ cao từ mực nước biển đên 1500 mét.
Vài tác giả xem Archaeoprepona amphimachus là phụ loài của Archaeoprepona meander.
Sải cánh dài 50–58 mm for ssp. amphiktion.

## Hình ảnh

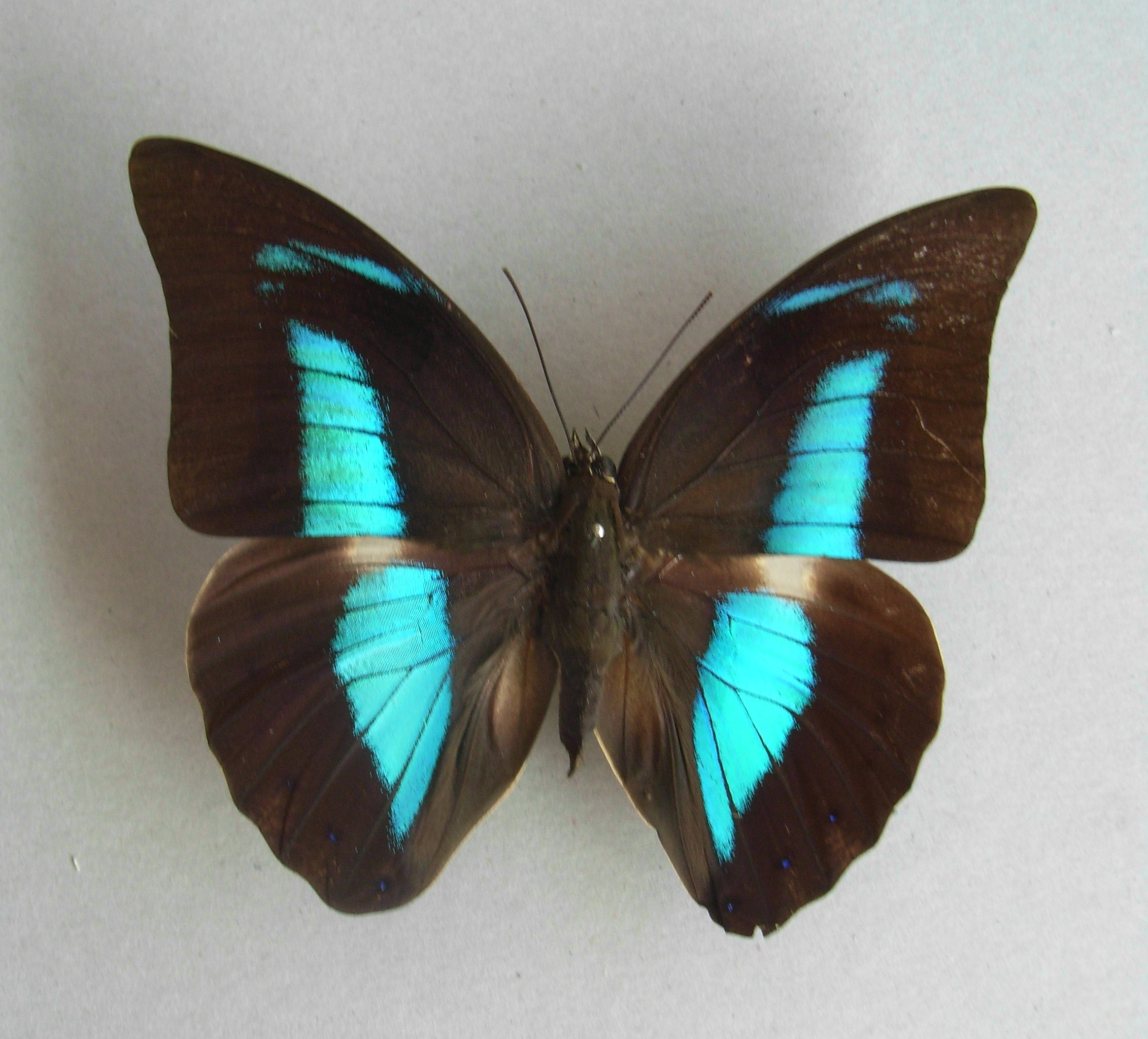
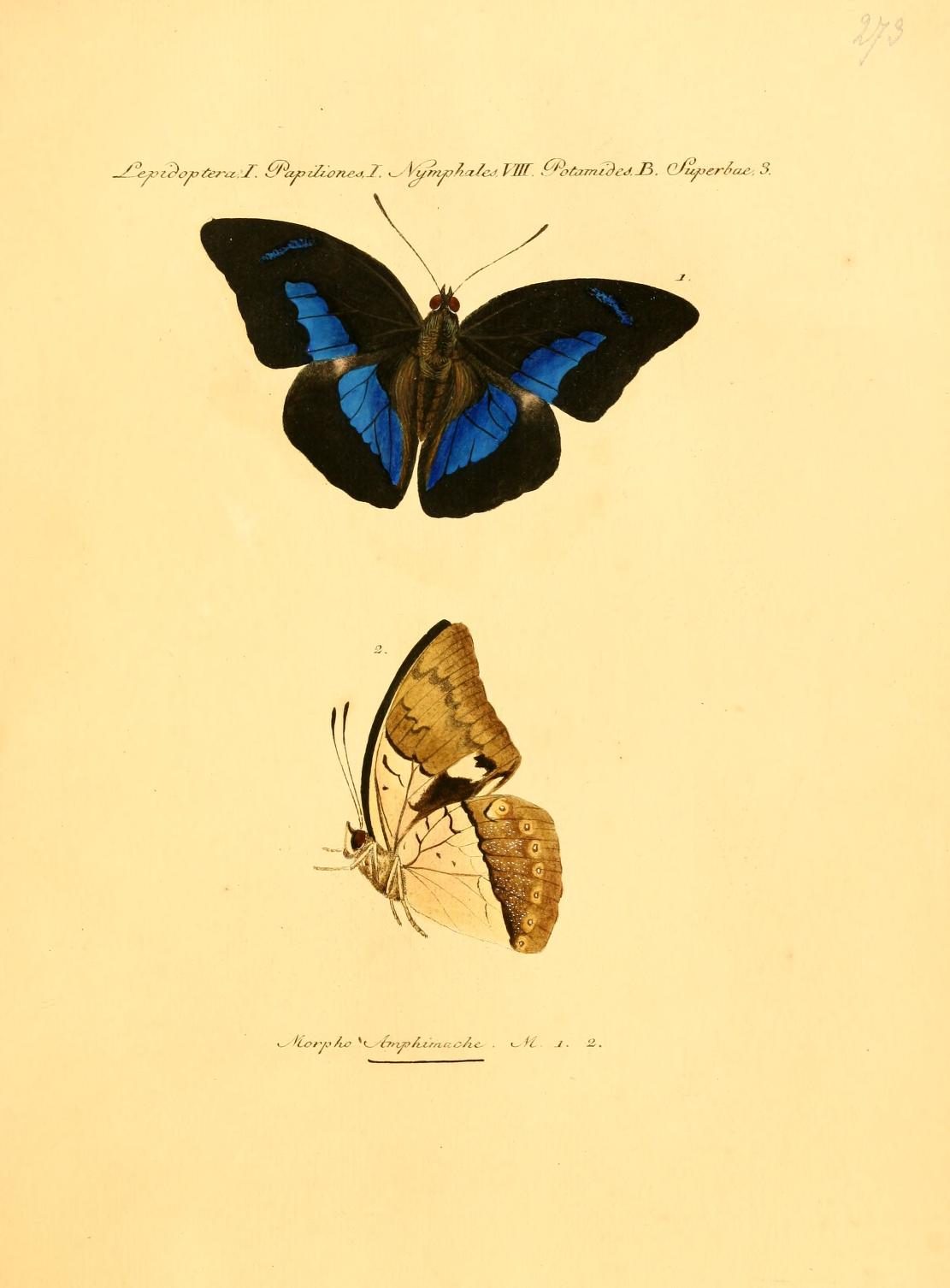
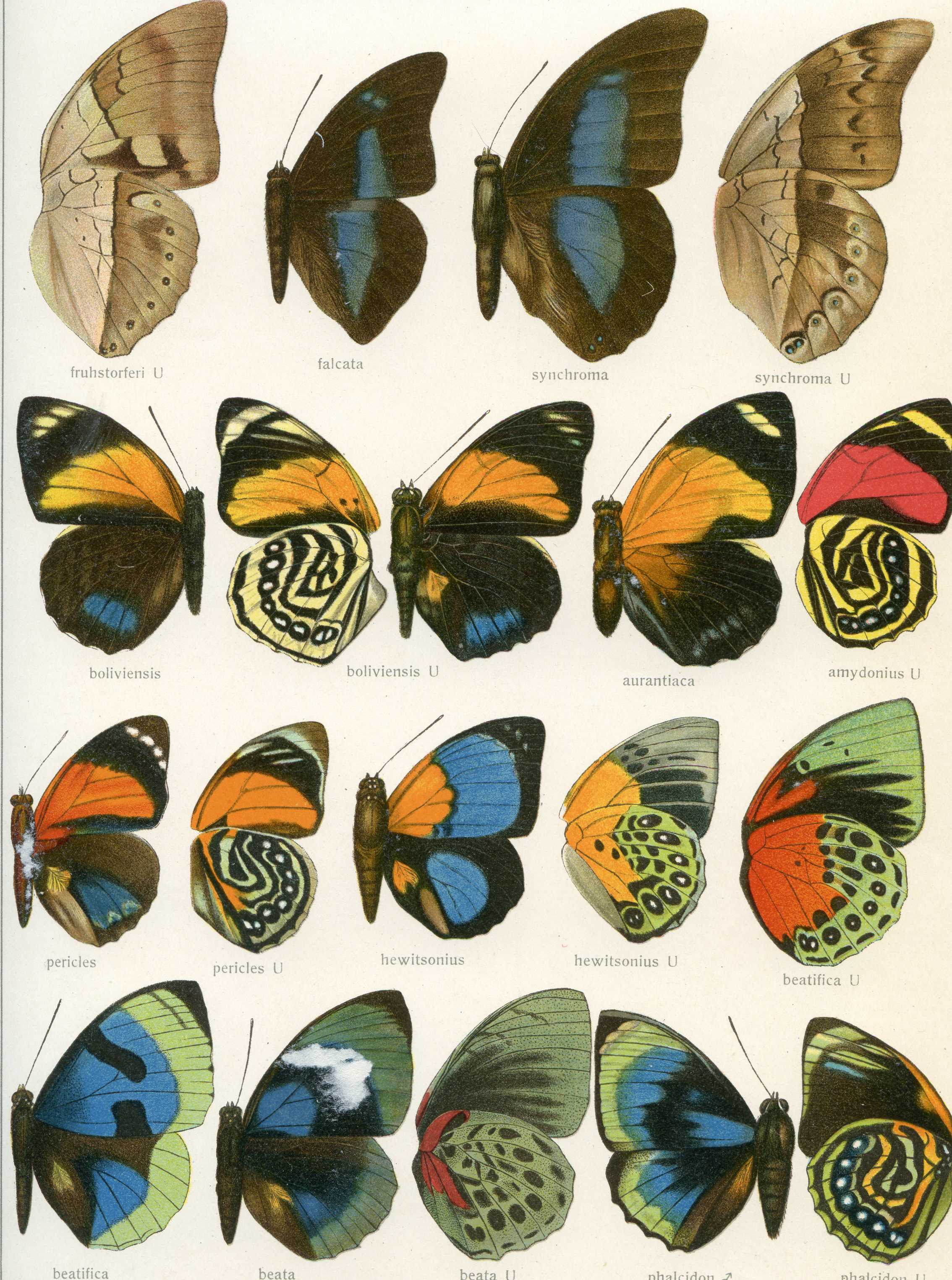

## Phụ loài
- Archaeoprepona amphimachus amphimachus
- Archaeoprepona amphimachus pseudmeander (Brazil)
- Archaeoprepona amphimachus amphiktion (Honduras, Mexico)
- Archaeoprepona amphimachus symaithus (Ecuador, Bolivia, Brazil)
- Archaeoprepona amphimachus baroni (Mexico)